# Diócesis de Lindisfarne
La diócesis de Lindisfarne (en latín: Dioecesis Lindisfarnensis y en inglés: Diocese of Lindisfarne) fue una circunscripción eclesiástica de la Iglesia católica en Reino Unido. Se trataba de una diócesis latina, sufragánea de la arquidiócesis de York. Fue suprimida en 990 y restaurada como diócesis titular en 1969. Desde el 1 de febrero de 2020 su arzobispo titular a título personal es Michael Francis Crotty.

## Territorio y organización
La diócesis extendía su jurisdicción sobre los fieles católicos de rito latino residentes inicialmente en la isla mareal de Lindisfarne (o isla Santa) en la costa del mar del Norte en el condado de Northumberland en Inglaterra. Luego se jurisdicción abarcó  Cumbria, el norte de Northumbria, Lothian y gran parte del Reino de Strathclyde.
La sede de la diócesis se encontraba en la abadía de Lindisfarne, demolida en 1536, en donde se hallaba la Catedral abacial de Santa María la Virgen. 

## Historia

### Abadía nullius de Lindisfarne

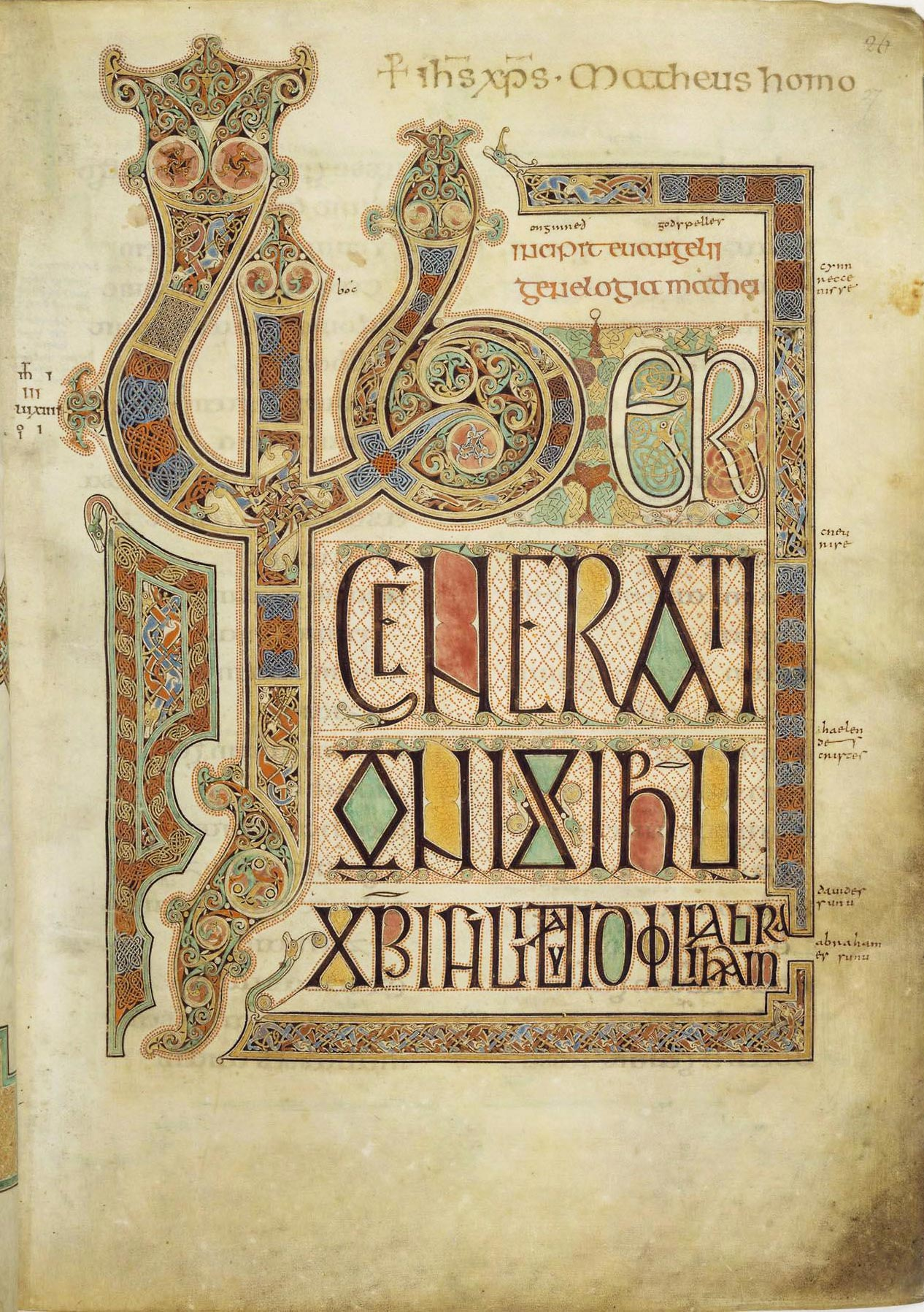
Evangelios de Lindisfarne, conservado en el British Library de Londres

Mientras que la parte sur del Reino de Northumbria (Reino de Deira) fue evangelizada por el misionero romano Paulino (625), la parte norte (Reino de Bernicia) fue evangelizada por misioneros celtas que se establecieron en Lindisfarne.
La abadía fue fundada en 634 por san Aidan, un monje de la abadía de Iona en Escocia, que fue llamado al Reino de Northumbria por el rey Oswaldo de Bernicia para revivir la fortuna del cristianismo en sus tierras después de la muerte del rey Edwino de Deira. La abadía de Lindisfarne se convirtió así en uno de los centros monásticos más importantes del norte de Inglaterra y, al mismo tiempo, en el punto de partida del apostolado misionero de san Aidan.
La diócesis de la abadía seguía los ritos y costumbres del cristianismo celta (irlandés) en una tierra donde también coexistían influencias romano-continentales. Esto significaba, por ejemplo, que el rey Oswiu de Northumbria celebraba la Pascua según el calendario irlandés, mientras que la reina, educada en el Reino de Kent, la celebraba según el romano.
Por esta razón se celebró el Sínodo de Whitby en el año 664 para remediar estos inconvenientes. La línea romana triunfó: la diócesis abacial de Lindisfarne fue suprimida y su territorio se unió al de la arquidiócesis de York. El abad-obispo san Colmán abandonó entonces Northumbria.

### Diócesis de Lindisfarne
En 681 se restableció la diócesis de Lindisfarne, con territorio tomado de la diócesis de Hexham, erigida tres años antes en el territorio de la antigua sede de la abadía. Una gran figura de obispo y santo fue la de Cutberto, que gobernó la diócesis de 685 a 687. 
A principios del siglo VIII Lindisfarne se había convertido en un próspero centro cultural, de su scriptorium salieron grandes obras, como los Evangelios de Lindisfarne (alrededor de los años 650 y 750), copia en latín de los textos sagrados, y a la que en el siglo X se añadieron comentarios en inglés antiguo, lo que los convierte en los más antiguos textos bíblicos en lengua inglesa.
En el 735 se erigió la arquidiócesis de York y Lindisfarne pasó a ser una de sus sufragáneas.
Lindisfarne fue el primer monasterio atacado por los vikingos el 8 de junio del año 793, fecha considerada como el inicio de la Era vikinga. Los atacantes mataron a los monjes y capturaron cuanto había allí de valor. Las devastadoras incursiones de los vikingos daneses a mediados del siglo IX provocaron la desaparición de la diócesis de Hexham, cuyo territorio pasó a Lindisfarne después de 821. En 865 los vikingos tomaron posesión de todo el norte y el este de Inglaterra, provocando que la organización política y eclesiástica de la región desapareciera por un tiempo.

### Traslado de la sede a Chester-le-Street
Lindisfarne ya no era un lugar seguro. En 875 la comunidad, formada por unos pocos monjes y sacerdotes seculares, abandonó la isla llevándose consigo las reliquias de san Cutberto. Después de ocho años de vagar por Northumbria, en 883 se establecieron en Chester-le-Street, unas pocas millas al norte de Durham. El rey cristiano de York, Godofredo o Guthfrith, dotó a la nueva diócesis de Cuncacestre de nuevas tierras y la concedió con privilegios. Mayor aún que ya era el culto y la devoción hacia san Cutberto. En 934, el rey Athelstan concedió nuevas dotaciones a la comunidad de San Cutberto y dotó la biblioteca episcopal con importantes códices, incluido uno que contenía la vida en poesía y prosa de san Cutberto escrita por san Beda el Venerable. En 995 el obispo Aldhun, temiendo nuevas incursiones de los daneses, decidió trasladar los restos sagrados de Cutberto hacia el sur, estableciéndose la diócesis de Durham.

### Diócesis titular
Desde 1969 Lindisfarne figura entre las sedes episcopales titulares de la Iglesia católica como diócesis de Lindisfarne. Desde el 1 de febrero de 2020 el arzobispo titular a título personal es Michael Francis Crotty, nuncio apostólico en Nigeria.

## Episcopologio

### Abades mitrados de Lindisfarne

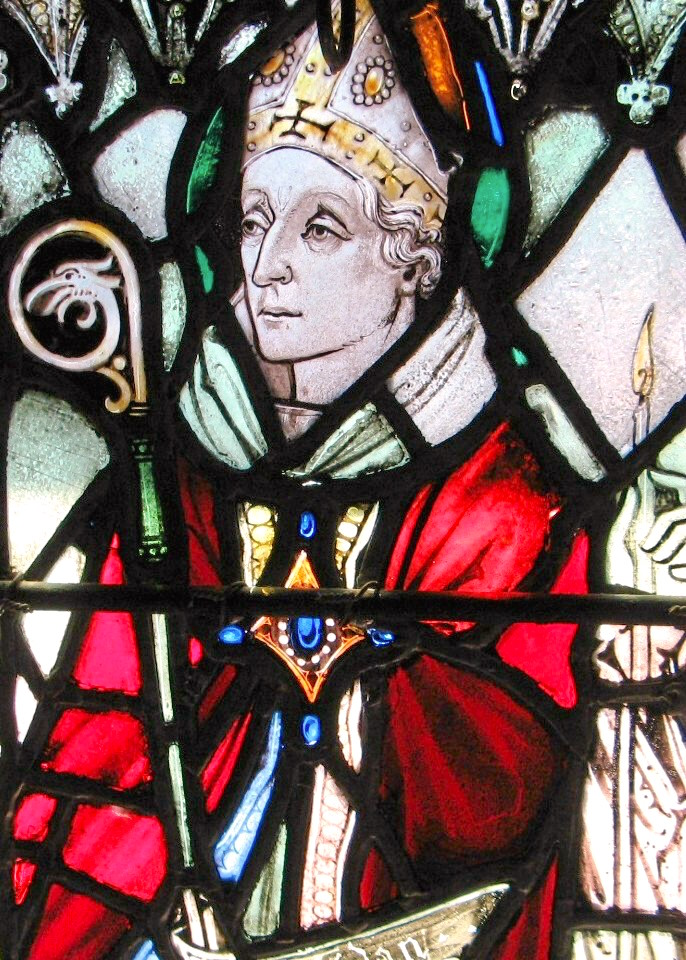
San Aidan, primer abad-obispo de Lindisfarne

- San Aidan † (634-31 de agosto de 651 falleció)
- San Finan † (651 consagrado-17 de febrero de 661 falleció)
- San Colmán † (661-664 renunció)
- San Tudda † (664-664 falleció)
  - Sede suprimida (664-680)

### Obispos de Lindisfarne

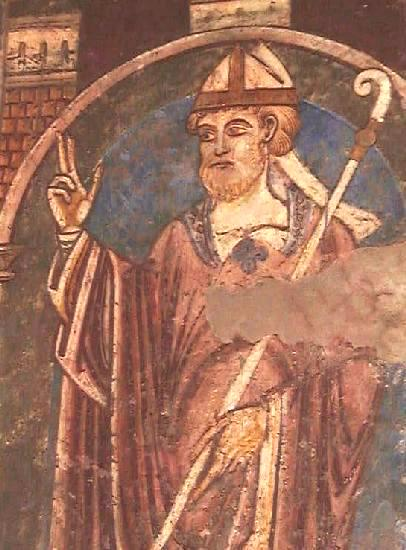
San Cutberto, obispo de Lindisfarne de 685 a 687

- San Eata † (circa 681-685 depuesto o nombrado obispo de Hexham)
- San Cutberto † (26 de marzo de 685-20 de marzo de 687 falleció)
- San Eadberht † (688-6 de marzo de 698 falleció)
- San Eadfrith † (698-721 falleció)
- San Aethelwold † (721-740 falleció)
- Cynewulf † (740-780 renunció)
- Higbald † (780 o 781 consagrado-25 de mayo de 802 falleció)
- Egbert † (12 de junio de 802-819 falleció)
- Heathored (Egfrid) † (821-828 falleció)
- Ecgred † (830-845 falleció)
- Eanbert † (846-854 falleció)

### Obispos titulares
- Victor Guazzelli † (24 de abril de 1970-1 de junio de 2004 falleció)
- John Stanley Kenneth Arnold (6 de diciembre de 2005-30 de septiembre de 2014 nombrado obispo de Salford)
- John Wilson (24 de noviembre de 2015-10 de junio de 2019 nombrado arzobispo de Southwark)
- Michael Francis Crotty, desde el 1 de febrero de 2020 (arzobispo a título personal)